# Peso muerto

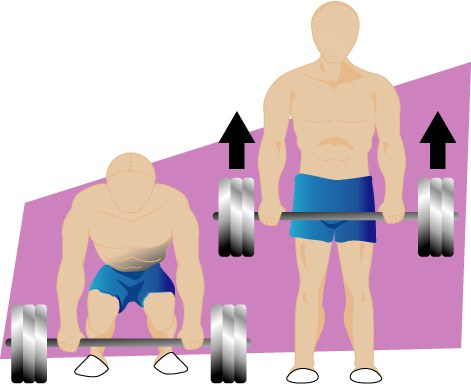
Peso muerto

El peso muerto (en inglés: deadlift) es un ejercicio con pesas que consiste en levantar una barra desde el suelo hasta la cintura. El peso muerto es uno de los tres movimientos que forman parte del powerlifting. El récord mundial de peso muerto a más peso absoluto levantado lo tiene el strongman  Zydrunas Zavickas con un peso muerto de 524 kg con ruedas (en lugar de pesas), utilizando equipamiento soportivo. No obstante, el récord mundial de peso muerto totalmente sin agarres ni camisa de fuerza, lo tiene Hafþór Björnsson, con 505 kg. El peso muerto también influye en el fortalecimiento del sistema nervioso central [cita requerida]
En el levantamiento olímpico de pesas, se lo conoce como 'despegue', si bien, desde un punto de vista técnico y biomecánico, el despegue tiende a ejecutarse de una manera distinta al levantamiento de peso muerto, para poder aprovechar adecuadamente las piernas y ejecutar la cargada (en el envión) o el arranque.

## Ejecución
La barra se encuentra en el suelo y el atleta debe asumir una posición erecta, con las rodillas bloqueadas al principio y al final del levantamiento. Éste debe colocarse mirando la barra y, flexionando sus piernas, se agacha hasta tener la barra a una distancia de manos ligeramente mayor a la distancia de los hombros. Luego, siempre mirando hacia el frente, empuja con las caderas adelante y posteriormente tirando con las piernas hasta quedar nuevamente erguido con las piernas trabadas. Los hombros deben quedar hacia atrás y la espalda con una curva hacia dentro.
El levantamiento desde el suelo ha de hacerse sin tirones, los brazos han de estar rectos y tensados antes de comenzar a levantar el peso. Al final del movimiento los glúteos intervienen para alcanzar la posición de bloqueo. La posición final ha de ser erguida, sin inclinación hacia atrás o hacia delante.

## Variaciones
El peso muerto rumano es muy parecido al original, pero pone más énfasis en los glúteos y los femorales. Es muy común entre los levantadores olímpicos y se realiza descendiendo el peso desde la posición erguida hasta un poco por debajo de las rodillas con éstas ligeramente flexionadas.
El peso muerto sumo se realiza con las piernas abiertas y con los brazos metidos entre las piernas. A medida que la barra va descendiendo las rodillas se van flexionando al igual que en el peso muerto común. El ejercicio trabaja más que nada la cadera, los femorales y la parte baja de los lumbares.
Además de estas dos variaciones principales, existen muchas otras variaciones, como el peso muerto con piernas rígidas, peso muerto de costado y otros.

## Agarre de la barra
El agarre en peso muerto puede hacerse con las dos manos en pronación (palmas mirando hacia abajo), aunque comúnmente se suele utilizar un agarre mixto o alterno, con una mano en pronación y otra en supinación. Este tipo de agarre evita que la barra gire en las manos del levantador y es más fácil de mantener, permitiendo el levantamiento de mayores pesos. También se puede usar el agarre tipo gancho o hook-grip, que impide que las manos se abran ante cargas elevadas, aunque suele ser doloroso y muchos atletas prefieren otras opciones.

## Riesgos

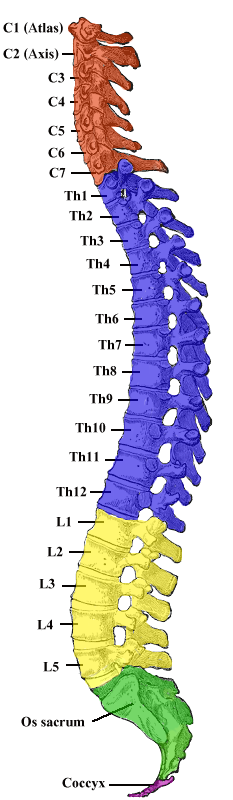
Esquema de la columna vertebral

Una mala posición, exceso de peso o falta de costumbre en el ejercicio puede traer consigo serias lesiones en la zona lumbar o en las piernas. Mantener la espalda baja redondeada tanto adelante como atrás durante la realización del ejercicio puede hacer chocar las vértebras y causar una hernia de disco.
El peso muerto mal ejecutado puede conllevar graves riesgos a nivel lumbar. Por lo tanto, su realización debe ser llevada a cabo con sumo cuidado y con un apropiado tiempo de investigación y estudio de la correcta forma de hacerlo.

## Beneficios del peso muerto
Este ejercicio de carácter global tiene un sinfín de beneficios para nuestra salud. Uno de los mayores beneficios para nuestra salud deriva de la gran activación y gasto calórico.
Según un estudio reciente, uno de los beneficios importantes que reporta el peso muerto es la reducción de dolores de espalda al mejorar la educación postural.

## Músculos involucrados
- Torso

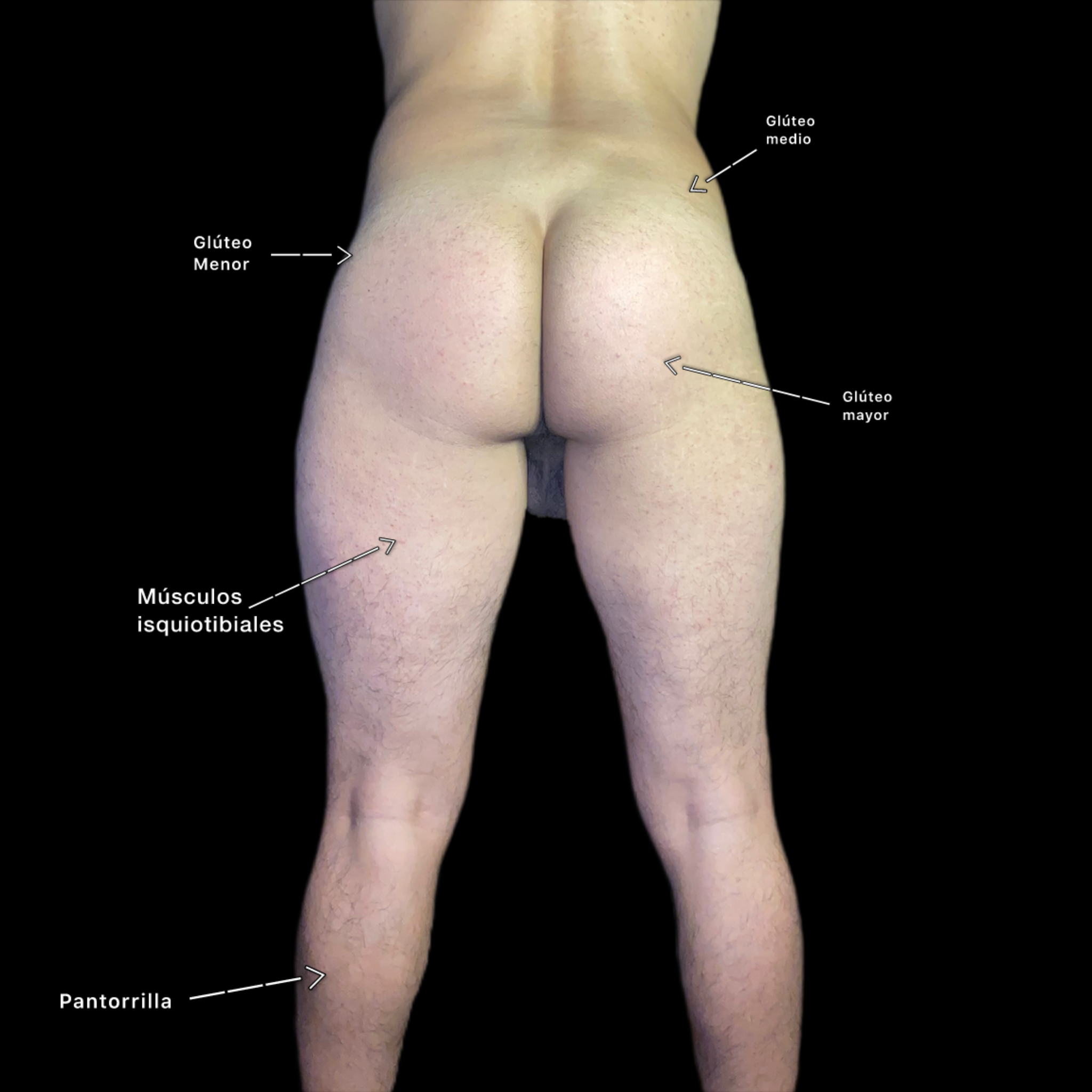
Musculatura inferior-posterior implicada, vista superficial.

En caso de un desequilibrio del centro de masa se dará una participación de los siguientes músculos:
- -     - Oblicuos interno 
      - Oblicuo externo

  - Espalda
    - Iliocostal
    - Intertransversarii laterales lumborum
    - Latissimus dorsi
    - Elevador de la escápula
    - Longisimo
    - Cuadrado lumbar
    - Romboides mayor
    - Serrato posterior superior
    - Serrato posterior inferior
    - Esplenio del cuello
    - Redondo mayor
    - Trapecio
- Piernas
  - Cuádriceps
    - Recto femoral
    - Vasto lateral
    - Vasto intermedio
    - Vasto medial

  - Femorales
    - Bíceps femoris, porción larga
    - Bíceps femoral, porción corta
    - Semitendinoso
    - Semimembranoso
- Cadera
  - Glúteos
    - Glúteo mayor
    - Glúteo menor

  - Piriforme
  - Gemino superior
- Antebrazos
  - Flexor profundo de los dedos
  - Flexor superficial de los dedos